# Jodel Dossou
Jodel Dossou (* 17. März 1992 in Dassa-Zoumé) ist ein beninischer Fußballspieler.

## Karriere

### Verein
Dossou begann seine Karriere bei den heimischen Vereinen CIFAS de Djeffa und Requins de l’Atlantique FC. 2011 ging er zum Ligarivalen Tonnerre d’Abomey FC und kam dort in zwei Partien der CAF Champions League zum Einsatz. Im Januar 2013 wechselte er nach Tunesien zum Club Africain Tunis. Sein Debüt gab er am 3. Spieltag des Meisterplayoffs 2012/13 gegen den CS Sfax. Im Januar 2014 wechselte er nach Österreich zum FC Red Bull Salzburg, wo er jedoch nur beim Farmteam FC Liefering zum Einsatz kam. Im Dezember 2014 löste er seinen Vertrag in Salzburg auf. Im Sommer 2015 wechselte er zum SC Austria Lustenau. Zur Saison 2018/19 wechselte er nach Liechtenstein zum FC Vaduz, bei dem er einen bis Juni 2020 laufenden Vertrag erhielt. Nach einer Saison in Liechtenstein und dem Gewinn des nationalen Pokals kehrte er im Juli 2019 nach Österreich zurück und wechselte zum Bundesligisten TSV Hartberg, bei dem er einen bis Juni 2021 laufenden Vertrag erhielt. Für Hartberg kam er zu 29 Einsätzen in der Bundesliga, in denen er sechs Tore erzielte.
Zur Saison 2020/21 wechselte er nach Frankreich zum Zweitligisten Clermont Foot, bei dem er einen bis Juni 2023 laufenden Vertrag erhielt. Zur Saison 2021/22 stieg er mit dem Verein in die erste Liga auf. Im Oberhaus kam er in eineinhalb Jahren zu 44 Einsätzen, ehe Dossou im Januar 2023 zum Zweitligisten FC Sochaux wechselte. Dort kam er im ersten halben Jahr zu 16 Ligaeinsätzen, in denen er zwei Treffer erzielte und am Ende der Abstieg in die Drittklassigkeit stand. Anfang der Saison 2023/24 kam er dann in zwei weiteren Ligapartien zum Einsatz und spielte ansonsten für die fünftklassige Reservemannschaft. Im Sommer 2024 verließ der Rechtsaußen Sochaux wieder und war knapp vier Monate vereinslos, ehe ihn der Viertligist SC Toulon verpflichtete. Doch schon am 30. Januar 2025 wechselte Dossou weiter zum FC Victoria Rosport in die BGL Ligue nach Luxemburg.

### Nationalmannschaft
Am 9. Juni 2013 gab Dossou sein Debüt für die beninische A-Nationalmannschaft in einem WM-Qualifikationsspiel gegen Algerien (1:3). Im Sommer 2019 nahm er mit der Auswahl am Afrika-Cup in Ägypten, erreichte dort das Viertelfinale und kam in allen fünf Partien zu Einsatz. Aktuell hat der Mittelfeldakteur bis zum heutigen Tage 67 Länderspiele bestritten und dabei zehn Treffer erzielt.

## Erfolge
- Österreichischer Meister: 2014
- Österreichischer Cupsieger: 2014
- Liechtensteiner Pokalsieger: 2019